# Domenico Cortopassi
Domenico Cortopassi (Sarzana, 8 d'octubre de 1875 - La Spezia, 15 d'octubre de 1961) fou un compositor i director d'orquestra italià.

## Biografia[1]
Va estudiar inicialment amb el seu pare, Alemanno Cortopassi (1838-1909), i després a l'Institut Musical Boccherini de Lucca, realitzant estudis de perfeccionament a Milà.
Com a director d'orquestra, va exercir a Suècia i, de tornada a Itàlia, va desenvolupar la seva carrera sobretot a Toscana i Ligúria. Va dirigir també a l'Àfrica del Nord, a Tunis i Trípoli. En aquesta darrera ciutat va inaugurar el Politeama dirigint el melodrama La fanciulla del West de Giacomo Puccini.

## Obres
Va ser un compositor d'obres líriques, operetes, música sacra, per a banda i de cambra. Va compondre també obres per a documentals i pel·lícules.
Va ser també director de banda, director de diverses societats filharmòniques, mestre de capella de la Catedral de Borgo S. Lorenzo, organista i mestre de capella de l'església abadal de La Spezia i de la Catedral de Sarzana, així com director de diversos cors i instituts musicals.
La seva òpera més important va ser Santa Poesia, sobre llibret d'Augusto Novelli i Giovacchino Forzano, ambientada durant els anomenats Cinc Dies de Milà, estrenada al Politeama Duc de Gènova de La Spezia el 2 de desembre de 1909, i més tard representada a Lucca, Liorna, Sarzana i Milà.
Va ser autor l'any 1919 d'una famosa marxa dels Camises Negres, anomenada Rusticanella ("Quando passan le Legion..."), també del primer fox-trot italià, anomenat Marion del 1917 (1924), que va tenir un notable èxit a l'Argentina, i de la cançó Romantico slow, cantada pel Tenor Tito Schipa en la pel·lícula Vivere! (1936). Va guanyar el primer premi del Carnaval de Viareggio en el 1925 amb la cançó Baccanale scapigliato, a Pistoia en 1939 amb la cançó Vien dei baci la stagion i a Venècia, en el 1952, amb la cançó Tose Veneziane; va guanyar el primer premi a Trieste amb l'opereta Bombardella Tiritera.
Moltes ciutats italianes li han dedicat un carrer, en record de les seves melodies: La Spezia, Viareggio, Roma, Prato, Latina, Trapani, Trieste...
El seu fill, Marcello Cortopassi, va esdevenir un apreciat compositor, principalment de cançons.